# Flustrapora magellanica
Flustrapora magellanica är en mossdjursart som beskrevs av Moyano 1970. Flustrapora magellanica ingår i släktet Flustrapora och familjen Microporidae. Inga underarter finns listade i Catalogue of Life.